# Westview, Florida
Westview är en ort (CDP) i Miami-Dade County, i delstaten Florida, USA. Enligt United States Census Bureau har orten en folkmängd på 9 650 invånare (2010) och en landarea på 7,8 km².